# Kolárovo
Kolárovo (dawniej Guta, węgr. Gúta) – miasto na Słowacji w kraju nitrzańskim, w powiecie Komárno. W 2011 roku liczyło 10,7 tys. mieszkańców, około 82% stanowią Węgrzy.

## Miasta partnerskie
- Kisbér (Węgry)
- Mezőberény (Węgry)